# Festival internacional d'escacs Sunway Sitges
El Festival internacional d'escacs Sunway Sitges és un torneig d'escacs que es juga a Sitges des de l'any 2014 i organitzat per l'hotel Sunway Playa Golf & Spa de Sitges i el club Penya d'Escacs Casino Prado Suburense. El torneig és obert i es desenvolupa a les instal·lacions del propi hotel, a 9 rondes i amb un ritme de joc de 90 minuts amb increment de 30 segons per jugada, vàlid per Elo FCE, FEDA i FIDE.

## Historial

### Edició 2014
El primer Festival Sunway Sitges es va jugar entre els dies 14 i 21 de desembre del 2014. El director del torneig va ser Francesc Gonzàlez Alonso i l'àrbitre principal Jordi Chalmeta Ugas. El torneig principal del Festival va ser un obert dividit en dos grups: el Grup A, obert a tots els jugadors amb llicència FIDE en vigor i el Grup B, pels jugadors amb Elo FIDE inferior a 2000 punts i que no hagin superat els 2100 punts en els últims 5 anys. Es va repartir un total de 19.700 euros en premis, dels quals 10.350 euros corresponien al Grup A. Varen participar-hi dotze Grans Mestres i onze Mestres Internacionals dels quals destacaren l'ucrainès Vladímir Baklan i el rus Ievgueni Romànov. Vladímir Baklan va ser el clar guanyador amb 7 punts de les 9 partides jugades i s'emportà el premi de 2.000 euros. Andres Cami Navarro Gutierrez va ser el guanyador del Grup B.

### Edició 2015
El segon Festival Sunway Sitges es jugà entre els dies 13 i 20 de desembre del 2015. Fou un torneig d'escacs de 9 rondes pel sistema suís en dos grups A i B (jugadors Elo inferior a 2000). Es repartiren 19.700 euros en premis dels quals 2.000 euros foren pel campió del grup A.

### Edició 2016
La tercera edició del Festival es jugà entre els dies 16 i 23 de desembre del 2016, amb un increment notable de participants: 99 al 2014, 161 al 2015 i 275 en aquesta edició de 2016, dels quals hi formaren part 28 Gran Mastres d'un total de 117 titulats amb Gata Kamsky i Krishnan Sasikiran com a destacats. El Festival consistí en dos torneigs de partides clàssiques, a més d'uns torneigs de partides ràpides i unes simultànies conduïdes per nen prodigi de 13 anys Awonder Liang.

## Quadre d'honor
| Any         | Campió                | Subcampió           | Tercer                      |
| ----------- | --------------------- | ------------------- | --------------------------- |
| 2014[6]     | Vladimir Baklan       | Sebastien Maze      | Ildar Ibragimov             |
| 2015[9][10] | Marc Narciso i Dublan | Julio Granda Zúñiga | Fernando Peralta            |
| 2016[11]    | Ievgueni Romànov      | Romain Édouard      | Josep Manuel López Martínez |